# Айрапетян, Левон Михайлович
Левон (Леонид) Михайлович Айрапетян (9 октября 1943, Шушинский район — 14 мая 2018) — советский самбист, советский и армянский тренер по самбо, мастер спорта СССР, Заслуженный тренер СССР (1981), Заслуженный тренер Армении, Заслуженный работник физической культуры и спорта Армении, судья международной категории. Полковник вооружённых сил Армении.

## Биография
Окончил среднюю школу в Степанакерте. Выпускник педагогического факультета Азербайджанского государственного института физической культуры 1969 года. После окончания вуза работал тренером по самбо в ДСО «Динамо». В 1972—1983 годах — старший тренер общества «Динамо» и сборной команды Армянской ССР. В 1972—1973 годах был старшим тренером сборной Армении по дзюдо. С 1983 года работал директором ДЮСШОР по самбо и дзюдо. В 1991 году стал руководителем федерации самбо Армении. Был членом-корреспондентом Всеармянской академии проблем национальной безопасности. Возглавлял землячество «Бердадзор». Был членом президиума землячества «Арцах».
С 2000 по 2007 год возглавлял Центральный спортклуб армии Министерства обороны Армении, командир войсковой части. Участник Карабахской войны.

## Известные воспитанники
Среди воспитанников Айрапетяна — чемпион мира по самбо Гарник Оганесян; чемпион СССР по самбо Сергей Аракелян; призёр чемпионатов СССР по самбо Маркос Ширинян; чемпион Европы по самбо, призёр чемпионатов мира по самбо, участник соревнований по дзюдо летних Олимпийских игр 2000 года Вардан Восканян.

## Память
В Ереване проводится ежегодный международный турнир по самбо «Мемориал Айрапетяна».